# Santiago Mac Guire
Santiago Mac Guire (14 de agosto de 1927, 5 de julio de 2001, Rosario) fue un sacerdote, filósofo, teólogo y músico argentino, miembro fundador de movimiento Sacerdotes para el Tercer Mundo (Rosario),   secuestrado, torturado y detenido por la última dictadura militar de Argentina

## Vida
Santiago Mac Guire se ordenó como sacerdote en el seminario San Carlos Borromeo, de Capitán Bermúdez. Fue filósofo y teólogo.
En la década de 1960, era un conocido sacerdote rosarino, integrante del movimiento de Sacerdotes del Tercer Mundo, al igual que Carlos Mugica en Buenos Aires y Enrique Angelelli en La Rioja. Con militantes cercanos a la Juventud Obrera Católica (JOC) como Rinaldo Brédice y Juan Carlos Arroyo, en el clima del período postconciliar en las distintas diócesis de la Argentina, contribuyeron a la formación del grupo rosarino del MSTM. 
Fue cura y fundador de la parroquia Nuestra Señora de Itatí,  en el barrio marginal rosarino de Bajo Saladillo,  a orillas del río Paraná, cerca del Frigorífico Swift.  Al lado levantó, junto a lxs pobladorxs de esa población una escuela humilde y un dispensario que también sirvió de vivienda para militantes a quienes cobijó y escondió. Este dispositivo sirvió para organiar un comedor tomando lo que se conocía como la "opción por los pobres".
Conoció a María Magdalena Carey, maestra quien se sumó a su proyecto, y dejó los hábitos para casarse en 1968 y tener cuatro hijos.
En 1972 había sido encarcelado junto a Juan Carlos Arroyo, José María Ferrari y Néstor García, todos integrantes del Movimiento de Sacerdotes del Tercer Mundo, que tuvieron duros enfrentamientos con el arzobispo de Rosario, Guillermo Bolatti, reacio a las reformas dispuestas por el Concilio Vaticano II. Un diario rosarino afirmó que curas tercermundistas y sindicalistas “habían realizado una reunión con fines subversivos”. Cuando el Movimiento lo querelló ante la justicia, el diario respondió que la información provenía del Arzobispado -algo que afirmaron también los detenidos- y de la SIDE. Poco tiempo después, Bolatti lo desplazó de la capilla en la que realizaba su tarea social, para poner en ese mismo lugar a Eugenio Zitelli, actualmente procesado por crímenes de lesa humanidad dentro de la causa Guerrieri.
Fue profesor de secundaria y secretario académico de la facultad de Filosofía y Letras entre el 73 y el 75.
En 1975 cruzó el río Pilcomayo  en un lanchón hasta la ciudad de Nanawa, donde se refugió durante dos meses nunto a su compañera e hijxs, en un convento vacío en las afueras de Asunción. Era  enlace de militantes de Montoneros refugiados en el exterior y utilizando documentos falsos fue a Brasil y a Perú.

## Secuestro y tortura
La tarde del 18 de abril de 1978 un grupo de tareas lo secuestró en la calle.  Su hijo de 5 años quedó sentado en el cordón de la vereda, desde donde una vecina lo llevó a su casa.
Estuvo en el centro clandestino de detención (CCD) llamado "Ceferino Namuncurá"  en Funes, que pertenecía a Los Salesianos y que disponía de ganchos de la pared donde colgaban a los cautivos. La denuncia sobre este campo de concentración la formuló Mac Guire y fue pública desde 1983.
En ese CCD estuvo secuestrado con Roberto Pistacchia -secuestrado el mismo día- y Eduardo Garat, quien murió durante la tortura.  Los tres compartían una minúscula habitación.
Unos años antes de su muerte Mac Guire publicó la "Carta a algún obispo" escrita estando en la cárcel. Dice: "No es en las consideraciones teológicas, ni usufructuando frases bíblicas que restableceremos la justicia en el mundo. Pero sí mirando al hombre, objeto de la redención de Cristo. Al hombre integral. A ese de la opción preferencial por los pobres".

### Consejo de Guerra
Recién salido de un centro clandestino de detención en Funes,  Mac Guire que apenas podía caminar fue arrastrado por dos soldados hasta el Batallón 121 de Rosario,l donde estuvo dos meses  y lo tuvieron atado permanentemente a una cama y le hicieron un consejo de guerra. Una vez "legalizado", Mac Guire pasó por cuatro cárceles: Coronda, La Plata, Caseros y Rawson, desde donde fue liberado pocos días antes del retorno de la democracia en 1983 y denunció a la prensa su caso, declarando más tarde ante la Conadep.

## Causa judicial
En 2013 la familia Mac Guire presentó una querella en la causa Guerrieri, que juzgó y condenó a doce represores responsables del circuito represivo organizado en el sur de Santa Fe durante la última dictadura. En la querella afirma que "pudo confirmar su lugar de cautiverio por boca de dos oficiales durante su estancia en el Batallón de Comunicaciones, de nombre Gauna y Berra".
En 2014 la justicia imputó a cinco exintegrantes del Destacamento 121.  Pablo Vera, alias Mario, que era agente de Inteligencia de Rosario durante la última dictadura militar, participó del grupo operativo del Ejército y quedó imputado por el secuestro de Santiago. Se conoció que también quedaron imputados por el caso de Santiago otros exintegrantes del Destacamento 121 de Rosario: Walter Salvador Pagano, Ariel Porra, Jorge Alberto Fariña y Juan Daniel Amelong, ya condenados y en prisión por delitos de lesa humanidad. Todos esto aumentaría la posibilidad de que los crímenes contra Mac Guire sean juzgados.

## Legado
Al cumplir 50 años, la Escuela Nuestra Señora de Itatí  festejó recordando a  su fundador, Santiago Mac Guire. En la Escuela Itatí la biblioteca lleva su nombre. En 2015 la JP Evita nombró Mac Guire a una unidad básica de la zona sur de Rosario.
Existen dos libros de su autoría: Personas y Conceptos y Sabor Amargo.